# Tim Lagasse
Timothy "Tim" Lagasse, född 20 februari 1969 i Milford, Connecticut, är en amerikansk dockskådespelare och röstskådespelare. Han har jobbat på TV-program och filmer på Sesame Workshop, Nickelodeon, Disney XD och HBO. Han är mest känd för sin roll som huvudkaraktären i Noggin-serien Oobi och som Crash i Disney XD-serien Crash & Bernstein.